# Tomasz Zawisza Trzebicki
Tomasz Zawisza Trzebicki herbu Łabędź (zm. w 1685 roku) – podstoli sieradzki w latach 1660-1685.
Był elektorem Michała Korybuta Wiśniowieckiego z województwa sieradzkiego w 1669 roku.